# Italo Moretti (calciatore)
Italo Moretti (fl. XX secolo) è stato un calciatore italiano, di ruolo attaccante.

## Carriera
Partecipò al Trofeo Corriere di Napoli nel maggio del 1919, e nel campionato di Promozione 1919-1920, all'epoca secondo livello nazionale. Successivamente prese parte a 4 campionati di massima serie, disputando poche gare, essendo chiuso da un attaccante del calibro di Giulio Bobbio, laureandosi nel 1924 Campione dell'Italia Centro Meridionale e vicecampione d'Italia. In totale in massima serie collezionò 15 presenze e un gol.

## Statistiche

### Presenze e reti nei club
| Stagione      | Squadra       | Campionato    | Campionato | Campionato | Coppe nazionali | Coppe nazionali | Coppe nazionali | Altre coppe    | Altre coppe | Altre coppe | Totale | Totale |
| Stagione      | Squadra       | Comp          | Pres       | Reti       | Comp            | Pres            | Reti            | Comp           | Pres        | Reti        | Pres   | Reti   |
| ------------- | ------------- | ------------- | ---------- | ---------- | --------------- | --------------- | --------------- | -------------- | ----------- | ----------- | ------ | ------ |
| 1919-1920     | Savoia        | PR            | ?          | ?          |                 |                 |                 |                |             |             | ?      | ?      |
| 1920-1921     | Savoia        | PC            | 4          | 0          |                 |                 |                 | Coppa Giordano | 1           | 1           | 5      | 1      |
| 1921-1922     | Savoia        | PD            | 8          | 1          |                 |                 |                 |                |             |             | 8      | 1      |
| 1922-1923     | Savoia        | PD            | 2          | 0          |                 |                 |                 |                |             |             | 2      | 0      |
| 1923-1924     | Savoia        | PD            | 1          | 0          |                 |                 |                 |                |             |             | 1      | 0      |
| Totale Savoia | Totale Savoia | Totale Savoia | 15         | 1          |                 |                 |                 |                |             |             | 16     | 2      |

## Palmarès

### Club

#### Competizioni nazionali
- Campione dell'Italia Centro Meridionale: 1

Savoia: 1923-1924

#### Competizioni regionali
- Campione Campano: 2

Savoia: 1922-1923, 1923-1924